# Дюна в Пила
Дюна дю Пила́ (Пилат) (фр. la Dune du Pilat) — самая большая песчаная дюна на территории Европы, расположенная на территории коммуны Ла-Тест-де-Бюш у входа в лагуну Аркашон, Франция. Ширина дюны 500 м, длина — 2,7 км, площадь — 1,35 км², абсолютная высота по состоянию на 2018 год — 106,60 м над уровнем моря, объём песка в дюне 60 млн м³. Дюна продвигается на сушу на несколько сантиметров в год.
Добраться до дюны можно из города-курорта Аркашона (расстояние составляет 8 км), либо из Бордо (расстояние 60 км).